# Карстен Маєр (яхтсмен)
Карстен Маєр (нім. Karsten Meyer, 5 листопада 1937 — 25 листопада 2023) — західнонімецький яхтсмен.
Бронзовий призер Олімпійських Ігор 1972 року в класі Зоряний, учасник 1960, 1964 та 1976 років
Чемпіонат світу в класі Зоряний 1972 року. 
Чемпіон Європи в класі Солінґ 1974 року, срібний призер 1977 року.